# Ернст-Август Рот
Ернст-Август Рот (нім. Ernst-August Roth; 19 квітня 1898, Потсдам — 26 вересня 1975, Аренсбург) — німецький військово-повітряний діяч, генерал-лейтенант люфтваффе. Кавалер Лицарського хреста Залізного хреста.

## Біографія
Під час Першої світової війни 3 січня 1916 року вступив на флот. Пройшов льотну підготовку в 2-му морському авіазагоні. Після демобілізації армії залишений на флоті. В 1919-22 роках — вахтовий офіцер на тральщику. З 23 вересня 1924 року — радник з авіації в штабі військово-морської станції «Нордзе», з 15 вересня 1926 по 1 лютого 1927 року — експерт з морської авіації в німецькій делегації на конференції з роззброєння в Женеві. З 28 вересня 1927 року — вахтовий офіцер на лінійному кораблі «Сілезія». 31 березня 1928 року звільнений у відставку. В 1931-33 роках в якості вільнонайманого службовця був радником з питань ППО в Морському керівництві. 3 січня 1934 року зарахований в люфтваффе і призначений начальником відділу Імперського міністерства авіації. З 10 липня 1936 року — начальник училища морської авіації в Парові, з 1 квітня 1939 року начальник штабу генерала ВПС при головнокомандувачі ВМФ. Одночасно під час Французької кампанії був начальником транспортних засобів 10-го авіакорпусу. З 1 серпня 1940 року — командир 40-ї, з 22 грудня 1940 року — 28-ї, з 2 грудня 1941 року — 26-ї бомбардувальної ескадри. 11 грудня 1941 року призначений авіаційним командиром на Сицилії, а 13 січня 1942 року знову очолив 26-у бомбардувальну ескадру. З 11 лютого 1943 року — авіаційний командир на Лофотенах і Кіркенесі, з червня 1944 року — авіаційний командир 5 (зі штаб-квартирою в Тронгеймі). 19 серпня 1944 року переведений в резерв, а 10 жовтня 1944 року призначений командувачем німецькими ВПС в Норвегії. 9 червня 1945 року заарештований британською владою. 15 березня 1948 року звільнений.

## Звання
- Морський кадет (3 січня 1916)
- Фенріх-цур-зее (12 жовтня 1916)
- Лейтенант-цур-зее (17 березня 1918)
- Оберлейтенант-цур-зее (1 квітня 1918)
- Капітан-лейтенант запасу (31 березня 1928)
- Капітан-лейтенант (1 січня 1934)
- Гауптман (3 січня 1934)
- Майор (1 січня 1935)
- Оберстлейтенант (1 березня 1937)
- Оберст (1 червня 1939)
- Генерал-майор (1 серпня 1942)
- Генерал-лейтенант (1 січня 1945)

## Нагороди
- Залізний хрест 2-го класу
- Знак пілота ВМФ за польоти над морем
- Пам'ятний знак морського пілота-спостерігача
- Почесний хрест ветерана війни з мечами
- Нагрудний знак спостерігача
- Медаль «За вислугу років у Вермахті» 4-го, 3-го і 2-го класу (18 років)
- Застібка до Залізного хреста 2-го класу
- Залізний хрест 1-го класу
- Нарвікський щит
- Німецький хрест в золоті (17 листопада 1941)
- Лицарський хрест Залізного хреста (6 листопада 1943)